# Borija
Borija (cyr. Борија) – wieś w Bośni i Hercegowinie, w Republice Serbskiej, w gminie Kalinovik. W 2013 roku liczyła 43 mieszkańców.